# Wapen van Varik

Het wapen van Varik

Het wapen van Varik werd op 27 april 1910 per Koninklijk Besluit door de Hoge Raad van Adel aan de Gelderse gemeente Varik toegekend. Vanaf 1978 is het wapen niet langer als gemeentewapen in gebruik omdat de gemeente Varik opging in de gemeente Neerijnen. In het wapen van Neerijnen is het wapen van Varik opgenomen.

## Blazoenering
De blazoenering van het wapen luidt als volgt:
Van zilver met 3 leeuwenkoppen van keel, getongd en gekroond van azuur. Het schild gedekt met eene kroon.
Niet vermeld is dat de kroon 3 bladeren en 2 parels heeft.

## Verklaring
Het wapen is afgeleid van het wapen van de familie Van Varick, heren van Varik. Het komt ook voor in het wapen van het Belgische dorp Buizingen, waar de familie eigenaars waren van het dorp tussen 1623 en 1784. Het wapen is al sinds 1357 bekend.

## Verwante wapens

Wapen van Neerijnen
Wapen van Buizingen

Aalst · 
Ammerzoden · 
Angerlo · 
Appeltern · 
Batenburg · 
Beesd · 
Beltrum · 
Bemmel · 
Bergharen · 
Bergh · 
Beusichem · 
Borculo · 
Brakel · 
Buurmalsen · 
Deil · 
Didam · 
Dinxperlo · 
Dodewaard ·
Doornspijk ·
Dreumel ·
Driel ·
Echteld ·
Eibergen ·
Elst ·
Est en Opijnen ·
Everdingen ·
Ewijk ·
Gameren ·
Geesteren · 
Geldermalsen · 
Gendringen · 
Gendt ·
Groenlo ·
Groesbeek ·  
Haaften ·
Hedel ·
's-Heerenberg ·
Heerewaarden ·
Hemmen ·
Hengelo ·
Herwen en Aerdt ·
Herwijnen ·
Heteren ·
Heukelum ·
Hoevelaken ·
Horssen ·
Huissen ·
Hummelo en Keppel ·
Hurwenen  ·
Kerkwijk ·
Keppel ·
Kesteren ·
Laren · 
Lichtenvoorde ·
Lienden ·
Lingewaal · 
Maurik ·
Millingen aan de Rijn ·
Nederhemert ·
Neede ·
Neerijnen ·
Netterden ·
Niftrik ·
Nijbroek ·
Ophemert ·
Overasselt ·
Pannerden ·
Poederoijen · 
Renkum ·
Rijnwaarden ·
Rossum ·
Ruurlo ·
Steenderen ·
Terborg ·
Twello ·
Ubbergen ·
Valburg ·
Varik ·
Vorden ·
Vuren ·
Waardenburg ·
Wadenoijen ·
Wamel ·
Wehl ·   
Warnsveld ·
Wisch ·
Zeddam ·
Zelhem ·
Zoelen ·
Zuilichem 

Dorps-, heerlijkheids- en stadswapens: 

Acquoy 
· Baak 
· Barlham 
· Bredevoort 
· Doreweerd 
· Elden
· Enspijk 
· Gellicum 
· Groessen 
· Hakfort 
· Hellouw 
· IJzendoorn 
· Kell  
· Lede en Oudewaard 
· Lichtenberg 
· Loil 
· Maasbommel 
· Meijnerswijk 
· Meteren 
· Middagten 
· Rhenoy 
. Rumpt
· Tricht 
· Verwolde 
· Wildenborch